# Regleta Sor
La regleta Sor és un aparell consistent en una regleta i un punxó, dissenyat i patentat el 5 de juliol de 1909 per Maria del Carmen Ortiz Arce (? - 1932), també coneguda com a Sor Perboire, monja i mestra de la Casa de la Caritat de Barcelona, el qual permetia escriure en el sistema Braille en traç de caràcters visuals amb relleu, visibles a la vista i detectables al tacte, el que permetia la comunicació entre persones vidents i cegues.